# Ardeni
Ardeni (francosko L'Ardenne, nizozemsko Ardennen, valonsko L'Årdene, luksemburško Ardennen, znani tudi kot Ardenski gozd) je območje obsežnih gozdov, razgibanega terena, gričev in grebenov z geološkimi značilnostmi gorskega območja Ardenov ter porečja Mozele in Meuse. Geološko se hribovje razteza zahodno od Eifela in oba sta se dvignila v devonu  (od 387,7 do 382,7 milijona let nazaj), ko je nastalo še več drugih hribovij istega večjega območja.
V glavnem ležijo v Belgiji in Luksemburgu, vendar se raztezajo tudi v Nemčijo in Francijo (ki je svoje ime dodelila departmaju Ardeni in nekdanji regiji Šampanja-Ardeni) in geološko v Eifel, vzhodna razširitev Ardenskega gozda v Bitburg-Prüm v Nemčiji, Ardeni sestavljajo jugovzhodno Valonijo, južni in podeželski del Belgije (oddaljen od obalne ravnice, ki pa obsega več kot polovico celotnega ozemlja kraljevine). Vzhodni del Ardenov predstavlja najsevernejšo tretjino Velikega vojvodstva Luksemburg, imenovanega tudi "Oesling" (luksemburško Éislek), na jugovzhodu pa se regija Eifel nadaljuje v nemško zvezno deželo Porenje - Pfalška.
Drevesa in reke Ardenov so zagotovile zalogo premoga, ki je omogočil veliko industrijsko obdobje Valonije v 18. in 19. stoletju, ko je bila za Združenim kraljestvom verjetno druga največja industrijska regija na svetu. Industrijski pomen je ohranila še v 20. stoletju, dokler ni premog nadomestilo oglje v metalurgiji.
Zavezniški generali v drugi svetovni vojni so menili, da je regija neprepustna za množično vožnjo v prometu in zlasti oklepnikov, tako da je bilo območje med vojno dejansko »vse, a ne ogroženo«, zaradi česar je nemška vojska dvakrat uporabila regijo kot invazijsko pot v severno Francijo in Južno Belgijo prek Luksemburga v bitki za Francijo in kasnejši bitki pri izboklini.

## Etimologija
Regija je dobila ime zaradi obsežnih starodavnih gozdov, znanih kot Arduenna Silva v rimskem obdobju. Arduenna najverjetneje izhaja iz galske sorodne britske besede ardud, kot valižanske ardd ('visok') in latinske arduus ('visok', 'strm'). Drugi element je manj zanesljiv, vendar je lahko povezan s keltskim elementom *windo-, kot v valižanščini ('plemeniti', 'blagoslovljeni'), ki kaže na izvorni pomen 'gozd blagoslovljenih / poštenih višin'.
Ardeni verjetno delijo to izpeljavo s številnimi Arden kraji v Veliki Britaniji, vključno z Ardenskim gozdom.

## Geografija
Velik del Ardenov je pokrit z gostimi gozdovi, hribi pa so v povprečju visoki okoli 350-400 m in se dvignejo največ do 694 m v bogatih močvirjih regije Hautes Fagnes (Hohes Venn) jugovzhodne Belgije. Regija je značilna po strmih stranskih dolinah, ki so jih izklesale hitre tekoče reke, od katerih je najpomembnejša Meuse. Najbolj naseljeni mesti sta Verviers v Belgiji in Charleville-Mézières v Franciji, ki presegata 50.000 prebivalcev. Ardeni so sicer razmeroma redko poseljeni, z nekaj mesti, ki presegajo 10.000 prebivalcev.
Območje Eifel v Nemčiji se prilega Ardenom in je del iste geološke formacije, čeprav se jih običajno šteje za dve različni področji.

### Najvišji vrhovi
- Signal de Botrange 694 m, najvišji vrh v High Fensu, provinca Liege (Belgija),
- Weißer Stein 692 m, Mürringen, provinca Liège (Belgija),
- Baraque Michel 674 m, provinca Liege (Belgija),
- Baraque de Fraiture 652 m, najvišja točka planote des Tailles, provinca Luksemburg (Belgija),
- Lieu-dit (= kraj, imenovan) Galata 589 m, najvišja točka na Plateau de Saint-Hubert, provinca Luksemburg (Belgija),
- Buergplaz (prej: Buurgplaatz), 559 m, najvišja točka v odseku Oesling na Ardennesu, Veliko vojvodstvo Luksemburg
- Napoléonsgaard 547 m, blizu Rambrouch-Rammerecha, Veliko vojvodstvo Luksemburg
- Croix-Scaille 504 m, ki je gostil Tour du Millénaire, provinca Namur, v Belgiji na meji s Francijo.

Opomba: belgijska provinca Luksemburg na zgornjem seznamu se ne sme zamenjati z državo, znano kot Veliko vojvodstvo Luksemburg.

## Geologija
Ardeni so staro hribovito območje, in so nastali med hercinsko orogenezo v devonu; v Franciji so podobne formacije Armoricanski masiv, Centralni masiv in Vogezi. V zemeljski notranjosti takih starih hribov pogosto vsebuje premog, železo, cink in druge kovine. To geološko dejstvo pojasnjuje največji del geografije Valonije in njene zgodovine. Na severu in zahodu Ardenov ležijo doline reka Sambre in Meuse, ki tvorita lok (Sillon industriel), ki prečka najbolj industrijski del Valonije, na primer Hainaut, vzdolž reke Haine, Borinage, Center in Charleroi vzdolž reke Sambre ter Liège ob reki Meuse.
V zadnjih nekaj sto tisoč letih se je regija dvignila zaradi dviga vročih kamnin v Zemljinem plašču, merjeno od sedanje višine starih rečnih teras .
Ta geološka regija je pomembna v zgodovini Valonije, saj so ti stari hribi izvor gospodarstva, zgodovine in geografije Valonije. Nekatere geološke stopnje, ki so mednarodno priznani, so bile določene iz kamnitih najdišč v Valoniji: npr. Frasnian (Frasnes-lez-Couvin), Famennian (Famenne), Tournaisian (Tournai), Visean (Visé), Dinantian (Dinant) in Namurian (Namur) . Razen Tournaisian so vse te kamnine znotraj geološkega območja Ardenov.

## Zgodovina
Sodobna regija Ardeni pokriva zelo majhno območje od gozda opisanega v rimskih časih.
Pesem o Rolandu opisuje, da je Karel Veliki imel nočno moro v noči pred bitko pri Roncesvallesu  leta 778. Ta nočna mora se je zgodila v Ardenskem gozdu, kjer so se zgodile njegove najpomembnejše bitke.
Druga pesem o Karlu Velikem, starofrancoski šanson de geste Quatre Fils Aymon iz 12. stoletja, omenja številne valonske reke, vasi in kraje. V Dinantu je skala po imenu Bayard prevzela ime po Bayardu, čarobnem konju, ki je po legendi skočil z vrha skale na drugi breg Meuse.
Strateški položaj Ardenov je bil stoletja bojišče evropskih vojsk. Velik del Ardenov je del vojvodstva (od leta 1815 Veliko vojvodstvo) Luksemburg, države članice Svetega rimskega cesarstva, ki je večkrat spremenilo vladarje med močnimi evropskimi dinastijami. Leta 1793 je revolucionarna Francija skupaj z vsemi drugimi ozemlji zahodno od reke Ren prevzela celotno območje. Leta 1815 je Dunajski kongres, ki se je ukvarjal s političnimi posledicami napoleonskih vojn, obnovil prejšnje zemljepisne razmere, pri čemer je večina Ardenov postala del Velikega vojvodstva Luksemburg. Po revoluciji leta 1830, ki je privedla do ustanovitve Kraljevine Belgije, je politična prihodnost Ardenov postala predmet velikega spora med Belgijo, Luksemburgom in Nizozemsko, pa tudi s sodobnimi silami Francije, Prusije in Velike Britanije. Zato je leta 1839 Veliko vojvodstvo Luksemburg odstopilo zahodni 63% del svojega ozemlja (ki je tudi glavni del Ardenov) novi kraljevini Belgiji, ki se je preimenovala v provinco Luksemburg .
V 20. stoletju so Ardeni po svojem težkem terenu in ozkih poteh pogosto gostili obsežne vojaške operacije. V prvi in drugi svetovni vojni se je Nemčija uspešno lotila hitrega prehoda skozi Ardene, da bi napadla razmeroma slabo branjen del Francije. Ardeni so postali mesto treh glavnih bitk med svetovnimi vojnami – bitka za Ardene (avgust 1914) v prvi svetovni vojni, bitka za Francijo (1940) in bitka pri izboklini (1944–1945) v drugi svetovni vojni. Veliko mest v regiji je utrpelo veliko škodo med obema svetovnima vojnama.
1914.

### Druga svetovna vojna
Vojaški strategi nacistične Nemčije leta 1939 in 1940 so gozd izbrali kot glavno pot svojih mehaniziranih sil v invaziji na Francijo. Velik obseg gozda bi lahko prikril oklepne enote in ker Francozi niso mislili, da bi Nemci naredili takšno tvegano potezo, niso upoštevali niti preboja in menili, da bi bilo treba vsaj 15 dni, da bi vojska prišla skozi gozd. Nemške sile, predvsem pod poveljstvom Ericha von Mansteina, so načrt izvedle v dveh dneh in uspele pripeljati številne divizije mimo  Maginotove linije, da bi napadle Francijo in porazila francoske sile.
Maja 1940 je nemška vojska kljub uporu francoske vojske prešla reko Meuse. Pod poveljstvom generala Heinza Guderiana  so nemške oklepne divizije prečkale reko pri Dinantu in Sedanu v Franciji.
Področje Ardenov se je ponovno pojavilo med bitko pri izboklini. Nemška vojska je decembra 1944 začela napad na presenečenje, da bi poskušala zajeti Antwerpen in zariniti klin med britanske in ameriške sile v severni Franciji. Zavezniške sile so blokirale nemški napredek na reki Meuse pri Dinantu. Lokalni prebivalci pravijo, da je nemško vozilo eksplodiralo tik pred skalo Bayard, najbrž, ko se je sprožila mina, ki so ga nastavili ameriški vojaki. Govorijo, da je incident sledil legendi o zaščiti skale in njenega konja.

## Gospodarstvo
Ardeni obsegajo največji del belgijske province Luksemburg (št. 4), južno od province Namur (št. 5) in pokrajino Liège (št. 3) ter zelo majhen del pokrajine Hainaut (št. 2), pa tudi najsevernejšo tretjino Velikega vojvodstva Luksemburg, imenovana Oesling (luksemburško Éislek) in glavni del francoskega departmaja Ardeni.
Pred industrializacijo v 19. stoletju so prve peči v štirih valonskih provincah in v francoskih Ardenih uporabljale oglje za gorivo, narejeno iz lesa ardenskih gozdov. Ta industrija je bila prav tako na skrajnem jugu današnje belgijske pokrajine Luksemburg (ki je bila do leta 1839 del Velikega vojvodstva Luksemburg), v regiji Gaume. Najpomembnejši del valonske jeklarske industrije, ki je uporabljala premog, je bil zgrajen okoli rudnikov premoga, predvsem v regiji okrog mest Liège, Charleroi, La Louvière, Borinage in še naprej v Valonskem Brabantu (v Tubizeju).
Valovit teren Ardenov je manj primeren za kmetijstvo; poljedelstvo in mlekarstvo na očiščenih območjih predstavljata temelj kmetijskega gospodarstva. Regija je bogata z lesom in minerali, Liège in Namur sta glavni industrijski središči. V obsežnih gozdovih je veliko divjadi. Pokrajinska lepota regije in številne dejavnosti na prostem, vključno lov, kolesarjenje, pohodništvo in kanjoning, Ardene delajo kot priljubljeno turistično destinacijo.